# Federació Catalana d'Activitats Subaquàtiques
La Federació Catalana d'Activitats Subaquàtiques (FECDAS) és l'organisme rector de les activitats esportives subaquàtiques de Catalunya i es fa càrrec d'ordenar, impulsar i dirigir l'activitat esportiva subaquàtica, així com de promoure i de dur a terme accions relacionades amb la conservació, la regeneració i la custòdia del medi natural marí. Organitza les principals competicions de les diverses disciplines subaquàtiques que es disputen a Catalunya. Forma part de la Unió de Federacions Esportives de Catalunya, de la Federació Espanyola d'Activitats Subaquàtiques (FEDAS) i, per extensió, de la Confederació Mundial d'Activitats Subaquàtiques (CMAS).

## Història
La FECDAS es va crear l'any 1967 a conseqüència de la introducció i la consolidació a Catalunya del busseig amb escafandre autònom. Les primeres immersions amb equips de respiració autònoms havien tingut lloc a la Costa Brava en els anys quaranta. La primera competició relacionada amb les activitats subaquàtiques de la qual es té notícia es va fer a Cadaqués l'any 1942.
L'origen de la FECDAS es troba en el Comitè d'Activitats Subaquàtiques que es va crear l'any 1947 i en què la presència de catalans era molt significativa atès que Catalunya va ser la pionera en la pràctica del submarinisme arreu de l'Estat. Aquest Comitè estava integrat dins de la Federació Espanyola de Pesca i Activitats Subaquàtiques, que el 1949 va crear la delegació regional catalana de pesca submarina. El 1967 les activitats subaquàtiques es van separar de la Federació Espanyola de Pesca per crear la Federació Espanyola d'Activitats Subaquàtiques amb les corresponents delegacions aleshores anomenades regionals. Entre elles hi havia la de Catalunya, coneguda com a Federació Catalana d'Activitats Subaquàtiques (FECDAS).
A més de les modalitats de busseig esportiu/recreatiu i de pesca submarina, la FECDAS acull altres modalitats de pràctiques esportives relacionades amb el món subaquàtic com ara l'apnea, la fotografia i el vídeo subaquàtics, l'hoquei i el rugbi subaquàtics, la fotografia submarina en apnea i la natació amb aletes.
Totes aquestes activitats es divideixen en dos grans grups: les que es practiquen en apnea i aquelles que es practiquen amb equips de respiració amb escafandre autònom. La coordinació d'aquestes activitats recau en els departaments específics que conformen la FECDAS, que també té lloc per als departaments de Medi ambient; Normativa i legislació; Medicina, Sota l'aigua en igualtat, Busseig adaptat i Protecció del Patrimoni arqueològic submergit. Aquests departaments, amb la seva feina, completen la necessària atenció a l'entorn i el context en què es produeixen les activitats federatives.
La FECDAS té al seu càrrec la formació d'instructors, àrbitres, jutges, jurats i comissaris. Aquesta formació recau en l'Escola Catalana d'Activitats Subaquàtiques (ECAS), dins de la qual té un pes especial l'Escola Catalana de Busseig amb escafandre autònom (ECBAE).
La FECDAS té la seu al recinte del Fòrum (Sant Adrià de Besòs- Barcelona) des del 2008.

## Presidents

### Francisco Sánchez Madriguera(1967-1969)
Atleta i submarinista, va ser campió de Catalunya i d'Espanya de 100 m. En pesca submarina també va ser campió d'Espanya i internacional amb la selecció espanyola. Va presidir la Federació Catalana d'Activitats Subàquàtiques i la Federació Catalana d'Atletisme. També va ser membre de la junta directiva de la Federació Espanyola d'Atletisme, primer com a vocal i a partir de 1975 com a vicepresident.

### Eduard Admetlla i Làzaro(1969-1970)
Submarinista i un dels pioners de l'exploració submarina a Catalunya i l'estat espanyol. Inventor de caixes estanques per càmeres fotogràfiques, inventor d'un prototip d'escafande autònom, provador de material de submarinisme per a la casa Nemrod, director de sèries de televisió i divulgador. Va ser president de la Federació Catalana d'Activitats Subaquàtiques de 1969 al 1970.

### Albert López Sabater(1970-1972)
Practicant d'halterofília i de submarinisme. El novembre de 1970 va ser nomenat president de la Federació Catalana d'Activitats Subaquàtiques, càrrec que ocupà fins al 1972. Era soci del Centre de Recuperació i Investigacions Submarines de Barcelona (CRIS) i practicant de l'escafandrisme, va ser director de l'Escola Oficial d'aquesta especialitat del submarinisme a finals dels anys 60.

### Sebastià Vergonyós Boix(1972-1976)
Pioner de la pesca submarina i de l'escafandrisme i directiu de diverses entitats d'activitats subaquàtiques. L'any 1959 va ser president del subcomitè de pesca submarina de la Federació Espanyola de Pesca i secretari de la Confederació Mundial d'Activitats Subaquàtiques. El 1960 presidí l'Associació de Pesca Submarina (APS) i fou secretari del I Congrés Mundial d'Activitats Subaquàtiques celebrat aquell mateix any a Barcelona. Fou seleccionador de l'equip espanyol de pesca submarina que guanyà el Campionat d'Europa l'any 1956. Va ser president de la Federació Catalana d'Activitats Subaquàtiques del 1972 al 1976.

### Josep Larena Gil(1976 a 1985)
Submarinista i dirigent de diferents entitats subaquàtiques. Va ser un dels fundadors de l'Associació de Pesca Submarina de Barcelona el 1946. El 1973 va formar part, com a responsable del departament de pesatge i classificació, del Comitè Organitzador del Mundial de Cadaquès. El gener de 1974 va entrar a la junta directiva de la Federació Catalana d'Activitats Subaquàtiques com a vicepresident i al setembre de 1976 va ser elegit president, càrrec que va ocupar fins al 1986. De del 1974 va formar part també de la junta directiva de la Federación Espanyola, i va ser delegat de l'equip espanyol en nombrosos campionats internacionals. El 1976 va ser nomenat vicepresident de la Comissió de Pesca Submarina de la Confederació Mundial d'Activitats Subaquàtiques, càrrec que va deixar el 1987.

### Enric Ballesteros Figueras(1985-1999)
Submarinista i dirigent de diferents entitats subaquàtiques, i un dels fundadors del Comitè Olímpic de Catalunya. Va ser el màxim responsable de l'organització del Campionat del Món de pesca submarina de Cadaquès el 1973, i el 1985 ocupà la presidència de la Federació Catalana d'Activitats Subaquàtiques fins al 1999. Durant el seu mandat, la federació va tenir presència al Saló Nàutic, i va entrar també a la junta de la Federació Espanyola. El 1989 va ser un dels membres fundadors del Comitè Olímpic de Catalunya, i el 1990, formant part de la Confederació Mundial d'Activitats Subaquàtiques, va demanar l'ingrés de la Federació Catalana, que va arribar a ser acceptat el 1993, però no va ser ratificat davant la reacció contrària a les autoritats espanyoles.

### Jordi Bardají Vilaplana(1999-2002)
Es va iniciar en el món de l'esport com a nedador i waterpolista al CN Poble Nou. L'any 1980 va aconseguir el títol de bussejador esportiu de primera classe i el 1982 va entrar a formar part com a docent de l'Escola de Bussejadors Esportius del Centre de Recuperació d'Investigacions Submarines i el 1984 a l'Escola Catalana d'Activitats Subaquàtiques. Del 1999 al 2002 va ser president de la Federació Catalana d'Activitats Subaquàtiques, i el 2000 va ser nomenat vicepresident tècnic de la federació espanyola, càrrec que va seguir ocupant durant uns anys més.

### Xavier Duran Soler(2002-2006)
Bussejador des del 1996, va destacar com a especialista en busseig tècnic i esportiu. El 1998 va entrar a la Federació Catalana d'Activitats Subaquàtiques com a responsable de l'organització tècnica de l'Escola Catalana d'Activitats Subaquàtiques. Un any després va passar a ser-ne el vicepresident primer i, finalment, president del 2002 al 2006, en el mes de novembre del qual any va aconseguir la presidència de la Federació Espanyola d'Activitats Subaquàtiques.

### Salvador Punsola Massa(2006-2019)
President de la Federació Catalana d'Activitats Subaquàtiques fins a desembre de 2019, també ha estat president del club de Mataró Societat de Pesca i Activitat Subaquàtiques.

### Guillermo Álvarez Lerma (2019 - 2024)
President de la Federació Catalana d'Activitats Subaquàtiques fins a abril de 2024, també  ha estat com a vicepresident i tresorer de la FECDAS durant els últims anys de mandat d'en Salvador Punsola.

### Albert Hernández Moreno (2024 - Actualment)
Actual president de la FECDAS, Albert Hernández  